# Andreea Stancu
Andreea Stancu är en rumänsk fotomodell. Hon har varit modell för Monella Vagabonda, Kontatto, Desigual, Upim, Standa och Patrizia Suzzi.